# Futurum Verlag
Der Futurum Verlag ist ein deutschsprachiger Buchverlag aus der Schweiz.

## Geschichte
Er wurde im Januar 2011 in Dornach (Schweiz) als Label-Verlag des Rudolf Steiner Verlags gegründet und ist aus dem Pforte Verlag hervorgegangen. Seit August 2011 ist der Verlagssitz Basel (Schweiz). 2014 wurde der Verlag in eine eigenständige GmbH aus dem Rudolf Steiner Verlag ausgegliedert.

## Programm
Im Programm sind Bücher zu aktuellen Zeitfragen, Kunst und Kulturgeschichte.